# Dragan Kapčević
Dragan Kapčević (Prozor-Rama, 10 novembre 1985) è un ex calciatore bosniaco, di ruolo attaccante.

## Carriera
Cresciuto in squadre di origine croata con sede in Bosnia ed Erzegovina come l'HNK Rama o lo Zrinjski Mostar, Kapčević è approdato in Svezia nel 2006 insieme al fratello: entrambi si sono uniti all'Anundsjö IF nel campionato di Division 1. Complice la retrocessione del club, è stato girato in prestito al Sollefteå GIF durante la stagione 2007, ma qui è stato vittima di un grave incidente stradale che, stando alle parole dei medici, avrebbe potuto terminare la sua carriera da giocatore. È quindi rientrato all'Anundsjö IF, per poi passare nuovamente al Sollefteå GIF.
Nel luglio del 2010 si è trasferito al Gefle per la sua prima parentesi nella massima serie svedese, durata fino al termine della stagione seguente, durante la quale ha messo a segno complessivamente 6 reti in 33 partite.
Successivamente ha proseguito la sua carriera nel campionato di Superettan, con due anni al Brage, uno al neopromosso Husqvarna (in una stagione però culminata con la retrocessione), uno all'Östersund (dove ha contribuito con 10 reti alla prima promozione del club in Allsvenskan), fino al passaggio al Sirius a partire dal campionato 2016.
Kapčević ha contribuito notevolmente al raggiungimento della promozione da parte del Sirius, con 14 reti in 27 partite della Superettan 2016. Ha iniziato la stagione seguente in Allsvenskan sempre con la formazione nerazzurra, ma a metà campionato è stato ceduto in Superettan all'Öster, dove è rimasto per due anni e mezzo fino alla scadenza contrattuale.
Nel febbraio 2020 si è accordato con il Räppe GoIF, squadra militante nella quarta serie nazionale. Ha poi avuto una breve parentesi con il Nöbbele BK, giocando tre partite nella settima serie.

## Palmarès

### Club

#### Competizioni nazionali
- Superettan: 1

Sirius: 2016